# Elaphoglossum melanochlamys
Elaphoglossum melanochlamys är en träjonväxtart som beskrevs av Holtt. Elaphoglossum melanochlamys ingår i släktet Elaphoglossum och familjen Dryopteridaceae. Inga underarter finns listade.